# Landtagswahl in Salzburg 1945
- KPÖ: 1
- SPÖ: 10
- ÖVP: 15

Die Landtagswahl in Salzburg 1945 wurde am 25. November 1945 durchgeführt und war die erste Landtagswahl im Bundesland Salzburg nach dem Zweiten Weltkrieg. Die neu gebildete Österreichische Volkspartei (ÖVP) erzielte dabei im ersten Antreten mit 56,7 Prozent die absolute Mehrheit und stellte in der Folge 15 der 26 Abgeordneten. Die Sozialistische Partei Österreichs (SPÖ) erreichte 39,5 Prozent und zog mit 10 Abgeordneten in den Landtag ein. Zudem kandidierte auch die Kommunistische Partei Österreichs (KPÖ), die mit 3,8 Prozent ein Landtagsmandat erzielte.
Der Landtag der 1. Gesetzgebungsperiode konstituierte sich in der Folge am 12. Dezember 1945 und wählte die Landesregierung Hochleitner zur neuen Salzburger Landesregierung, der 1947 die Landesregierung Josef Rehrl nachfolgte.

## Ergebnisse
| Wahlberechtigte                         | 142.707 | 142.707  | 142.707 |
| Wahlbeteiligung                         | 89,53 % | 89,53 %  | 89,53 % |
|                                         | Stimmen | %        | Mand.   |
| Abgegebene Stimmen                      | 128.306 |          |         |
| Ungültig                                | 1.838   | 1,44 %   |         |
| Gültig                                  | 125.934 | 98,56 %  |         |
| Partei                                  |         |          |         |
| Österreichische Volkspartei (ÖVP)       | 71.380  | 56,68 %  | 15      |
| Sozialistische Partei Österreichs (SPÖ) | 49.773  | 39,52 %  | 10      |
| Kommunistische Partei Österreichs (KPÖ) | 4.781   | 3,80 %   | 1       |
| Gesamt                                  | 125.934 | 100,00 % | 26      |